# 国際医療福祉大学塩谷病院
国際医療福祉大学塩谷病院（こくさいいりょうふくしだいがくしおやびょういん）は、学校法人国際医療福祉大学が栃木県矢板市に設置する病院。栃木県災害拠点病院。
2024年（令和6年）10月1日付で病床41床を国際医療福祉大学病院に移転し、許可病床数が200未満とすることで当院での地域医療研修の受け入れを可能とした。

## 診療科
- 内科
- 呼吸器内科
- 循環器内科
- 消化器内科
- 脳神経内科
- 糖尿病内科（代謝内科）
- 小児科
- 外科
- 心臓血管外科
- 血管外科
- 乳腺外科
- 消化器外科
- 脳神経外科
- 整形外科
- リハビリテーション科
- 眼科
- 耳鼻咽喉科
- 皮膚科
- 泌尿器科
- 形成外科
- 婦人科
- 放射線科
- 麻酔科
- 病理診断科
- 臨床検査科
- 救急科

## 医療機関の指定・認定
- 保険医療機関[2]
- 労災保険指定医療機関[2]
- 身体障害者福祉法指定医の配置されている医療機関[2]
- 生活保護法指定医療機関(中国残留邦人等の円滑な帰国の促進並びに永住帰国した中国残留邦人等及び特定配偶者の自立の支援に関する法律（平成6年法律第30号）に基づく指定医療機関を含む。)[2]
- 結核指定医療機関[2]
- 指定小児慢性特定疾病医療機関[2]
- 戦傷病者特別援護法指定医療機関[2]
- 原子爆弾被害者一般疾病医療機関[2]
- 公害医療機関[2]
- 栃木県がん治療中核病院[3]
- 救急告示病院（二次救急）[4]
- 災害拠点病院（地域[5]）[2]
- 災害派遣医療チーム（DMAT）指定病院[6]
- 臨床研修病院（協力型[6]）[2]
- 特定疾患治療研究事業委託医療機関[2]
- このほか、各種法令による指定・認定病院であるとともに、各学会の認定施設でもある。

## 関連施設
- 国際医療福祉大学塩谷看護専門学校 - 栃木県矢板市富田77-6

## 交通アクセス
- JR東北本線「矢板駅」より徒歩15分[7]